# الکساندرا ناذروا
الکساندرا ناذروا (اوکراینی: Олександра Євгенівна Назарова؛ زادهٔ ۳۰ نوامبر ۱۹۹۶)، رقصنده روی یخ اهل اوکراین است. وی همچنین از اسکیت‌بازان نمایشی در بازی‌های المپیک زمستانی ۲۰۱۸ و شرکت‌کنندگان بازی‌های المپیک زمستانی جوانان ۲۰۱۲ بوده‌ است.